# Bakırlı (Pertek)
Bakırlı (kurmandschi Şûşang) ist ein Dorf (Köy) im Landkreis Pertek der türkischen Provinz Tunceli. Im Jahr 2011 lebten in Bakırlı 61 Menschen.